# Генрік Роберт
Генрік Роберт (норв. Henrik Robert, 20 березня 1887 — 2 вересня 1971) — норвезький яхтсмен.
Срібний призер Олімпійських Ігор 1924 (Монотип), 1928 (Дінгі 12 футів) років.